# Vi som går køkkenvejen
Vi som går køkkenvejen er en dansk film fra 1953, instrueret af Erik Balling efter manuskript af Leck Fischer

## Medvirkende
- Birgitte Reimer
- Ib Schønberg
- Svend Methling
- Agnes Rehni
- Inger Lassen
- Bjørn Watt Boolsen
- Ove Sprogøe
- Gabriel Axel
- Gunnar Lauring
- Karin Nellemose
- Johannes Meyer
- Anna Henriques-Nielsen
- Lise Ringheim
- Vera Gebuhr
- Kirsten Rolffes
- Henrik Wiehe
- Henning Moritzen
- Bent Christensen
- Ellen Margrethe Stein
- Keld Markuslund